# Європейські легкоатлетичні ігри в приміщенні 1968
Європейські легкоатлетичні ігри в приміщенні 1968 відбулись 9-10 березня в мадридському Палаці спорту на арені з довжиною кола 182 м.
На турнірі була неофіційно випробувана автоматична (електронна) система фіксації часу в бігових дисциплінах.

## Призери

### Чоловіки
| Дисципліни                            | Золото                                                                | Золото    | Срібло                                                                      | Срібло | Бронза                                                                       | Бронза |
| ------------------------------------- | --------------------------------------------------------------------- | --------- | --------------------------------------------------------------------------- | ------ | ---------------------------------------------------------------------------- | ------ |
| 50 метрів                             | Йобст Гіршт ФРН                                                       | 5,77      | Роберт Фріт Велика Британія                                                 | 5,83   | Гюнтер Голлос НДР                                                            | 5,83   |
| 400 метрів                            | Анджей Баденський Польща                                              | 47,09 WIB | Олександр Братчиков СРСР                                                    | 47,3   | Ян Баляховський Польща                                                       | 47,3   |
| 800 метрів                            | Ноель Керролл Ірландія                                                | 1.56,66   | Альберто Естебан Іспанія                                                    | 1.57,7 | Сергій Крючок СРСР                                                           | 1.58,1 |
| 1500 метрів                           | Джон Веттон Велика Британія                                           | 3.50,99   | Хосе Марія Морера Іспанія                                                   | 3.51,7 | Ігор Потапченко СРСР                                                         | 3.51,9 |
| 3000 метрів                           | Віктор Кудинський СРСР                                                | 8.10,27   | Бернд Дісснер НДР                                                           | 8.11,0 | Вольфганг Цур ФРН                                                            | 8.11,8 |
| 50 метрів з бар'єрами                 | Едді Оттоз Італія                                                     | 6,57 WIB  | Гюнтер Ніккель ФРН                                                          | 6,68   | Мілан Котік Чехословаччина                                                   | 6,73   |
| 4×364 метри (4×2 кола)                | ПольщаВальдемар Корицький Ян Боляховський Ян Вернер Анджей Баденський | 2.48,9    | ФРНГорст Даверкаузен Петер Бернройтер Інго Репер Мартін Єллінгхаус          | 2.49,7 | СРСРБорис Савчук Василь Анисимов Сергій Абаліхін Олександр Братчиков         | 2.51,5 |
| 182+364+546+728 метрів (1+2+3+4 кола) | СРСРОлександр Лебедєв Борис Савчук Ігор Потапченко Сергій Крючок      | 3.52,2    | ПольщаМаріан Дудзяк Вальдемар Корицький Анджей Баденський Едмунд Боровський | 3.54,6 | ІспаніяХосе Луїс Санчес Рамон Магаріньйос Альфонсо Габернет Хосе Марія Рейна | 4.02,7 |
| 3×1000 метрів                         | СРСРМихайло Желобовський Олег Райко Анатолій Верлан                   | 7.13,6    | ІспаніяАльберто Естебан Енріке Бондія Вірхіліо Гонсалес                     | 7.23,6 | ЧехословаччинаПавел Грушка Ян Касал Мирослав Юза                             | 7.40,2 |
| Стрибки у висоту                      | Валерій Скворцов СРСР                                                 | 2,17      | Валентин Гаврилов СРСР                                                      | 2,17   | Кеннет Лундмарк Швеція                                                       | 2,14   |
| Стрибки з жердиною                    | Вольфганг Нордвіг НДР                                                 | 5,20      | Геннадій Блізнєцов СРСР                                                     | 5,10   | Йорг Мілак НДР                                                               | 5,00   |
| Стрибки у довжину                     | Ігор Тер-Ованесян СРСР                                                | 8,16      | Тину Лепік СРСР                                                             | 7,87   | Бернхард Штірле ФРН                                                          | 7,59   |
| Потрійний стрибок                     | Микола Дудкін СРСР                                                    | 16,71     | Віктор Санєєв СРСР                                                          | 16,69  | Луїс Феліпе Арета Іспанія                                                    | 16,47  |
| Штовхання ядра                        | Гайнфрід Бірленбах ФРН                                                | 18,65     | Владислав Комар Польща                                                      | 18,40  | Микола Карасьов СРСР                                                         | 18,35  |

### Жінки
| Дисципліни                            | Золото                                                       | Золото   | Срібло                                                                       | Срібло | Бронза                                  | Бронза |
| ------------------------------------- | ------------------------------------------------------------ | -------- | ---------------------------------------------------------------------------- | ------ | --------------------------------------- | ------ |
| 50 метрів                             | Сільвіан Телльє Франція                                      | 6,29 WIB | Еріка Рост ФРН                                                               | 6,43   | Ганнелор Траберт ФРН                    | 6,46   |
| 400 метрів                            | Наталія Печонкіна СРСР                                       | 55,29    | Гізела Кепке ФРН                                                             | 56,2   | Тетяна Арнаутова СРСР                   | 56,3   |
| 800 метрів                            | Карін Бурнеляйт НДР                                          | 2.07,65  | Алла Колесникова СРСР                                                        | 2.08,3 | Валентина Лук'янова СРСР                | 2.09,4 |
| 50 метрів з бар'єрами                 | Карін Бальцер НДР                                            | 7,08     | Бербель Вайдліх НДР                                                          | 7,12   | Людмила Ієвлєва СРСР                    | 7,14   |
| 4×182 метри (4×1 колу)                | ФРНРенате Маєр Ганнелор Траберт Кріста Ельслер Еріка Рост    | 1.28,8   | не вручались (фінішувала одна команда)                                       |        |                                         |        |
| 182+364+546+728 метрів (1+2+3+4 кола) | СРСРЛілія Ткаченко Віра Попкова Надія Серопегіна Анна Зиміна | 4.28,3   | ЧехословаччинаЄва Путнова Власта Сейфертова Лібуше Мацоунова Емілія Овадкова | 4.39,0 | не вручалась (брали участь дві команди) |        |
| Стрибки у висоту                      | Ріта Шмідт НДР                                               | 1,84     | Вірджинія Бонч Румунія                                                       | 1,76   | Антоніна Окорокова СРСР                 | 1,76   |
| Стрибки у довжину                     | Беріт Бертельсен Норвегія                                    | 6,43     | Бербель Ленерт НДР                                                           | 6,23   | Віоріка Віскополяну Румунія             | 6,23   |
| Штовхання ядра                        | Надія Чижова СРСР                                            | 18,18    | Маргітта Гуммель НДР                                                         | 17,69  | Маріта Ланге НДР                        | 17,62  |

## Медальний залік
| Місце               | Країна              | Золото | Срібло | Бронза | Загалом |
| ------------------- | ------------------- | ------ | ------ | ------ | ------- |
| 1                   | СРСР                | 9      | 6      | 8      | 23      |
| 2                   | НДР                 | 4      | 4      | 3      | 11      |
| 3                   | ФРН                 | 3      | 4      | 3      | 10      |
| 4                   | Польща              | 2      | 2      | 1      | 5       |
| 5                   | Ірландія            | 1      | 0      | 0      | 1       |
| 5                   | Італія              | 1      | 0      | 0      | 1       |
| 5                   | Норвегія            | 1      | 0      | 0      | 1       |
| 5                   | Франція             | 1      | 0      | 0      | 1       |
| 9                   | Іспанія             | 0      | 3      | 2      | 5       |
| 10                  | Чехословаччина      | 0      | 1      | 2      | 3       |
| 11                  | Румунія             | 0      | 1      | 1      | 2       |
| 12                  | Велика Британія     | 0      | 1      | 0      | 1       |
| 13                  | Швеція              | 0      | 0      | 1      | 1       |
| Загалом (13 збірні) | Загалом (13 збірні) | 22     | 22     | 21     | 65      |

## Відео
- Відеозвіт на YouTube

## Виступ українців
| Чоловіки (2) | Чоловіки (2)       | Чоловіки (2) | Чоловіки (2) |
| Місце        | Атлет              | Дисципліна   | Результат    |
| ------------ | ------------------ | ------------ | ------------ |
| 1            | Віктор Кудинський  | 3000 м       | 8.10,27      |
| 2            | Геннадій Блізнєцов | жердина      | 5,10         |

| Жінки (1) | Жінки (1)      | Жінки (1)  | Жінки (1) |
| Місце     | Атлетка        | Дисципліна | Результат |
| --------- | -------------- | ---------- | --------- |
| 1         | Лілія Ткаченко | 4×182 м    | 1.28,8    |